# Art du métal islamique
L' art du métal en terre d'Islam est un art majeur, considéré souvent comme la production la plus luxueuse possible. Ainsi, si le métal peut être produit pour de grands commanditaires (émirs, grands marchands) comme pour le souk, il coûte toujours cher à celui qui l'achète, en raison des matériaux utilisés. Les œuvres en métal sont en général des objets mobiliers, plus rarement religieux, sauf en ce qui concerne les clés de la kaaba. Il existe aussi des métaux architecturaux, mais les armes et les objets scientifiques ne relèvent pas de ce domaine, car les techniques employées sont souvent très différentes.

## Connaissance du métal islamique

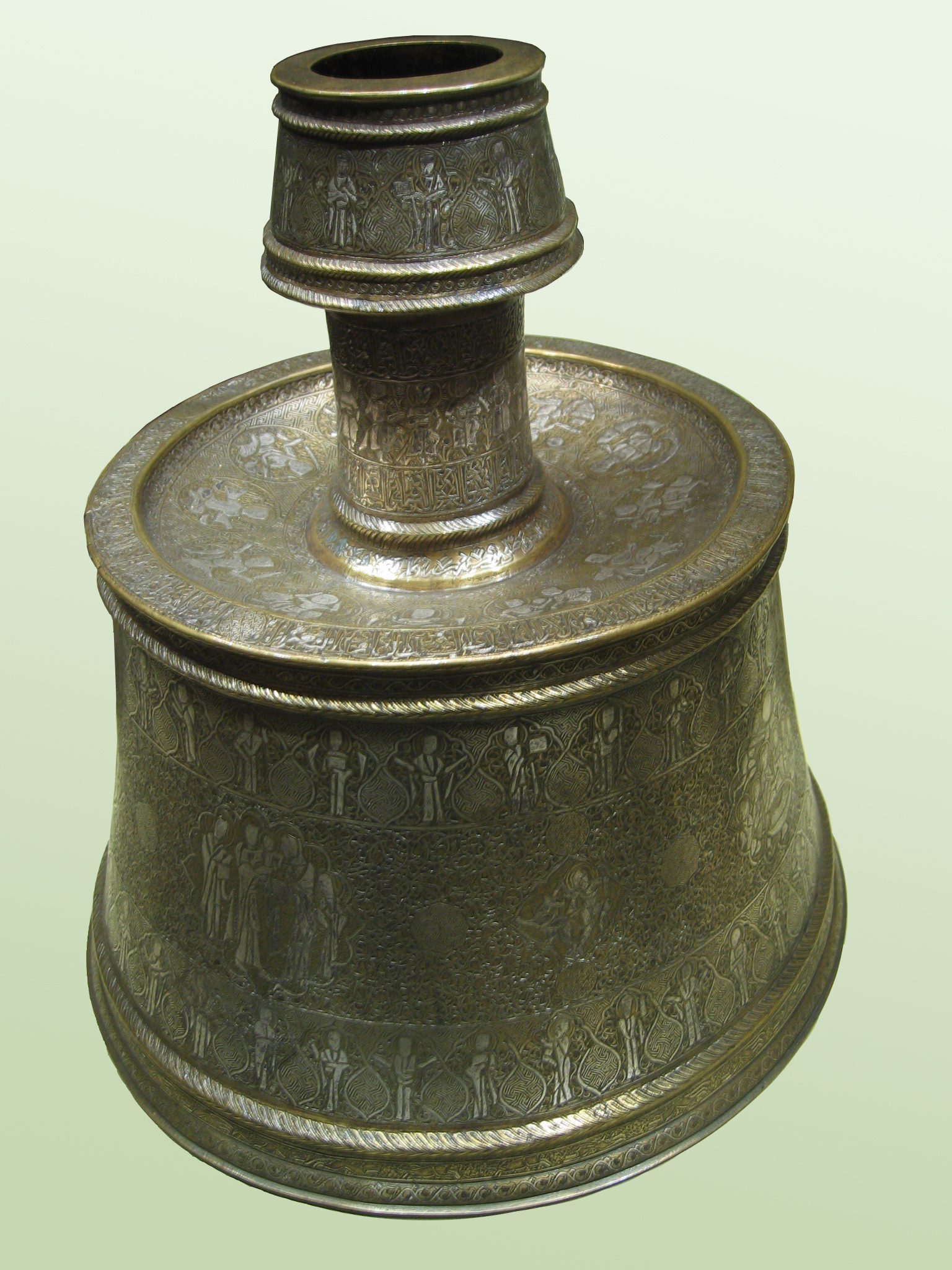
Chandelier inscrit (nom et ville d'origine du dinandier, date)
Iraq ou Syrie du nord, 1248-1249

Le métal est un matériau recyclable, et les récupérations de métaux précieux ne furent pas rares au cours de l'histoire du monde islamique. C'est pourquoi notre connaissance de ceux-ci en ce qui concerne les premiers siècles de l'islam est assez fragmentaire. Les objets en alliage sont souvent mieux étudiés. De plus, il faut savoir que les métaux que l'on connaît actuellement sont souvent altérés, soit car ils sont restés longtemps dans le sol, soit parce qu'ils ont été nettoyés et patinés par leurs propriétaires.
La connaissance de l'art du métal se fonde sur plusieurs sources : les fouilles archéologiques, les objets collectionnés (à partir du XIIe – XIIIe siècle) en orient et en occident, et les écrits historiques.
Les objets trouvés en fouilles offrent plusieurs avantages, comme celui d'une datation stratigraphique, mais ils sont souvent en mauvais état, corrodés ou fragmentaires. Quoi qu'il en soit, les objets en eux-mêmes peuvent apprendre beaucoup, par des analyses chimiques, des signatures, des mentions d'ateliers ou de lieux de production. Toutefois, ces inscriptions sont assez rares, non seulement car les ateliers étaient familiaux, parfois itinérants, mais surtout car le travail était divisé et spécialisé. Ainsi, le graveur (al-naqqash) n'était pas toujours la même personne que le dinandier, qui mettait en forme la pièce. Des spécialisations extrêmement précises existaient parfois, entre les fabricants de seaux, de chandeliers, etc. Les sources écrites, quant à elles, peuvent offrir plusieurs types d'informations : centres de production, types d'objets, commandes spécifiques, etc.

## Matériaux et alliages
Un métal se définit ainsi par un ensemble de propriétés mécaniques et physiques : la solidité, l'éclat, l'opacité, la déformabilité. Ces caractéristiques varient en fonction des métaux et des alliages utilisés.

### Métaux purs
Les métaux utilisés dans le monde islamique sont l'or, l'argent, le cuivre, l'étain, le zinc, le plomb et le fer, et proviennent pour la plupart de mines du Khorassan.

#### L’or
L'or est un métal inaltérable et ductile, qui fond à haute température (1 064 °C), et se présente à l'état natif sous forme de pépites et dans des roches (filons). Il nécessite d'être allié à au moins 5 % d'argent pour être jaune. L'or pur est mou, et doit être renforcé par l'ajout d'autres métaux, comme l'argent et le cuivre. On l'extrait en Arabie, en Asie centrale, dans le sud de l'Espagne et en Égypte, mais il peut aussi être importé du Mali et du Soudan. Les objets en or sont rares, mais il est fréquemment employé pour les incrustations d'autres métaux.

#### L’argent
L'argent est également un métal blanc très malléable, très fragile (corrosion), dont la température de fusion se situe aux environs de 960 °C. On le trouve rarement à l'état natif : il est en général combiné à du soufre, du plomb ou de l'antimoine. Les mines d'argent sont assez nombreuses dans le monde islamique, dans le Khorassan, au Ferghana, dans le Fars et dans le sud de l'Espagne. Une pénurie eut pourtant lieu entre le XIe et le XIIIe siècle, comme l'attestent différentes sources historiques.

#### Le cuivre
Le cuivre est très utilisé dans l'art islamique. Métal malléable, ductile (corrosion en vert de gris) il est présent à l'état natif et a alors une couleur rouge. Sa température de fusion se situe aux alentours de 1 048 °C. On le trouve abondamment dans tout le monde islamique, en Asie centrale, en Azerbaïdjan, en Arménie, en Jezirah, au Maroc et en Égypte.

#### Le plomb
Fondant à très basse température (327 °C), le plomb est principalement utilisé dans des alliages à base de cuivre pour en abaisser la température de fusion. De couleur gris-bleuâtre, il n'existe pas à l'état natif, et doit être extrait par grillage. Mou et malléable, on l'extrait dans la région de Balkh, en Anatolie, en Jezirah, en Andalousie et en Sicile. Il est possible aussi qu'il ait été l'objet d'importations.

#### L’étain
Comme le plomb, l'étain fond à très basse température (232 °C), et est donc utilisé à même escient dans des alliages à base cuivre. Il accroît la facilité de moulage, mais a aussi une action durcissante. On le rencontre dans des alluvions, mais il doit être extrait par grillage. Très blanc et malléable, il sert parfois pour les revêtement de pièces en alliage : c'est l'étamage. Jusqu'au XIVe siècle, on l'importe d'Asie du Sud-Est, puis de Grande-Bretagne.

#### Le zinc
Le zinc sert parfois à créer des pièces, notamment à l'époque Safavide, mais il est aussi utilisé comme élément d'alliage à base cuivre. De couleur blanche, il est extrêmement cassant à froid, mais malléable vers 100 à 150 °C. Sa température de fusion se situe aux abords de 420 °C. Provenant des mines de Kerman et d'Espagne, il est extrait du minerai par grillage. L'isolement du zinc pur est une invention indienne du XVe siècle.

#### Le fer
Quasiment jamais utilisé en Islam sous sa forme pure, le fer est un métal de couleur blanc-gris qui fond à 1 530 °C. Les gisements importants se trouvent en Jezirah, dans le Fars, vers Kirman, au Maghreb, en Sicile et au Khorassan. Les clés de la kaaba sont parfois réalisées dans ce métal, comme celle conservée au Louvre, de la période mamelouke.

### Alliages
Il existe des alliages binaires (deux composants), ternaires (trois composants), voire quaternaires (quatre composants), qui correspondent tous à un état métallurgique très spécifique :
- le bronze

Le bronze est un alliage binaire, composé de cuivre et d'étain. Quasiment impossible à identifier à l’œil nu, sa couleur varie en fonction de la quantité d'étain : si celle-ci est inférieure à 10 %, le métal est rouge, vers 10 %, il prend une couleur rose doré, à 15 %, il est franchement doré et entre 20 et 40 %, on arrive à une production de bronze blanc, de teinte argent ou jaune pâle. La quantité d'étain joue aussi beaucoup sur la plasticité de l'alliage : ainsi, le bronze blanc est très rarement utilisé car il est cassant comme du verre ; par contre, il sonne très bien, et réfléchit beaucoup la lumière une fois poli. Il est utilisé pour des miroirs et de la vaisselle dans le monde iranien du VIIIe au Xe siècle, et définitivement abandonné au XIIIe siècle
- le laiton

Le laiton, comme le bronze, est un alliage binaire qui combine cuivre et zinc. Très difficile à distinguer du bronze, il varie du rouge au jaune doré selon la proportion de zinc.
- les alliages ternaires et quaternaires

Les alliages ternaires et quaternaires utilisent le cuivre allié à l'étain et/ou au zinc et/ou au plomb, dans des proportions variables. Les métaux du Khorassan, dits "Saljukides", sont fréquemment en alliage quaternaire, tandis que ceux des mamelouks utilisent en général un alliage ternaire.
- l'acier

L'acier est un alliage de fer et de carbone, qui n'est utilisé dans l'art qu'à des périodes tardives, chez les Qajars et les Ottomans.
- le bidri

Le bidri est spécifique au monde indien. Cet alliage à base de zinc (au moins 87 %) de plomb, de cuivre et d'étain est apparu au XVIIe siècle à Bîdâr. Il s'agit du seul alliage dont la base n'est pas de cuivre. Les objets sont moulés, polis, puis frottés avec du sulfate de cuivre, ce qui noircit le métal. Des incrustations d'argent et de laiton, plus rarement d'or, lui sont ensuite ajoutées : elles peuvent être "à fleur" ou en relief sur une couche de plomb (spécialité de la ville de Lucknow). Ensuite, l'artisan applique une pâte composée de chlorure d'ammonium, de nitrate de potassium et de chlorure de sodium, qui ne noircit que l'alliage. L'objet est lavé, puis frotté avec de l'huile, ce qui accentue encore la profondeur du noir.

## Techniques de mise en forme
Il existe deux grandes techniques de mise en forme des objets en métal.

### Moulage
- Pour les pièces relativement plates, la fonte au sable est le moyen privilégié. Il s'agit -schématiquement- d'imprimer dans du sable, à l'intérieur de récipients métalliques, les deux côtés de la pièce voulue, puis d'y couler le métal. Le moule n'est pas brisé, permettant la fonte de plusieurs pièces identiques. Cette technique fut introduite en Iran, à partir du XIe siècle, et servit notamment pour des miroirs

- Pour les volumes, on préfère généralement utiliser des moules à pièces. Le principe en est relativement simple : on réalise un modèle en cire de l'objet, que l'on recouvre d'argile. Une fois sèche, celle-ci est découpée et l'âme en cire enlevée. Le moulage a ensuite lieu en plusieurs parties, ce qui est plus simple, puis l'objet est assemblé par une soudure à l'étain. Cette technique permet également de ne pas détruire le moule.

- Parfois, on emploie aussi la technique de la fonte à la cire perdue, avec un moule en une seule pièce, qui est brisé après la coulée et ne peut donc pas être réutilisé. La cloche par exemple, est rarement utilisée dans l'art islamique bien qu'un hadîth relatif à un échange de Mahomet et de El-Hareth ibn Hicham nous décrive la vision de Mahomet comme accompagnée d'un tintement de cloches : "...la Révélation me vient tantôt comme le bourdonnement d'une cloche...". (Ibn Khaldoun - Prolégomènes, Slane, 1863, tome I.djvu/327 - page203). Néanmoins on note par exemple la présence d'une grosse cloche très ancienne à la mosquée de Xi'an en Chine, témoin de la maîtrise de coulées métalliques d'importance.

### Martelage
Lors du martelage, le dinandier travaille à froid une feuille de métal. Celle-ci est martelée sur des enclumes de formes et de tailles diverses avec différents marteaux, pour prendre la forme souhaitée. Ce type de travail a aussi pour effet de fragiliser le métal et de le rendre cassant, et nécessite donc de chauffer l'œuvre à intervalles réguliers. Les pièces obtenues par martelage sont parfois extrêmement complexe, avec de forts reliefs.
Une variante en est le repoussage sur tour. L'artisan confectionne tout d'abord une âme de bois qui affecte la  forme générale à obtenir ; cet élément est ensuite fixé sur un axe, et le disque de métal est repoussé contre la forme désirée au moyen d'un outil en acier monté sur un grand manche tandis que le tour est actionné. Cette méthode, qui n'est utilisée qu'à partir du XIIIe siècle, est plus simple, mais nécessite une plus grande force physique. Lors de ce travail, l'ouvrier est maintenu par une large sangle contre le tour afin de faciliter ce travail de force. L'emploi du tour permet également de polir les surfaces.

## Techniques de décor

### Sans ajout de matériau
- l'estampage

Il s'agit d'un décor réalisé grâce à des poinçons, en creux ou en relief, et connu aussi  pour cette raison sous le nom de poinçonnage. Les décors créés jouent sur la répétition d'un même motif, comme les ocelles, par exemple.
- la gravure

Lors de la gravure, l'artiste attaque la surface du métal à l'aide d'un ciseau à graver ou de gravoirs, s'il désire des motifs différents de simples rainures. La gravure est en général utilisée sur des matériaux non-nobles (ni or, ni argent), car elle enlève de la matière, à l'opposé de l'incision.
- l'ajourage

L'ajourage se fait à froid, en perçant la feuille avec un perçoir ; de nombreux motifs (resille, calligraphie, figurations) peuvent être créés. Cette technique, qui existait bien avant l'Islam, fut employée de tout temps pendant la période islamique ; elle permet de réduire le poids d'une pièce et de laisser passer la lumière. Lampes de mosquée en métal, panneaux ajourés pour les portes, brûle-parfums, les objets ajourés ont différentes utilisations.
- le repoussé

Le décor au repoussé est obtenu par le martelage avec une tige recourbée de l'envers d'une plaque de métal, à froid. Le relief obtenu peut être extrêmement détaillé et profond.

### Avec ajout de matériaux
- le nielle

Le niel est un élément noir résultant de la sulfuration de l'argent et de l'argent doré. Cet état est obtenu simplement en passant de l'eau sur les parties destinées à devenir sombres. Cette technique existe en al-Andalus à partir du Xe siècle et en Iran cent ans plus tard à peu près.
- la dorure

En terre d'Islam, la dorure est réalisée à la feuille sur de l'argent, et ne doit pas être confondue avec les incrustations ou le tombak.
- le tombac

Technique ottomane, le tombak était déjà pratiqué dans l'empire byzantin, mais ses origines sont mal connues. Le nom dérive du mot « tambaga », à savoir « cuivre » en malais. Il s'agit d'une technique permettant de dorer le cuivre et les alliages cuivreux avec un amalgame d'or et de mercure. La pièce de cuivre ou d'alliage est tout d'abord nettoyée à l'acide avant d'être badigeonnée au pinceau de l'amalgame d'or et de mercure et chauffée. Ensuite, la pièce est polie avec une pâte constituée de cire et d'oxydes métalliques, avant d'être chauffé une dernière fois.
- l'incrustation

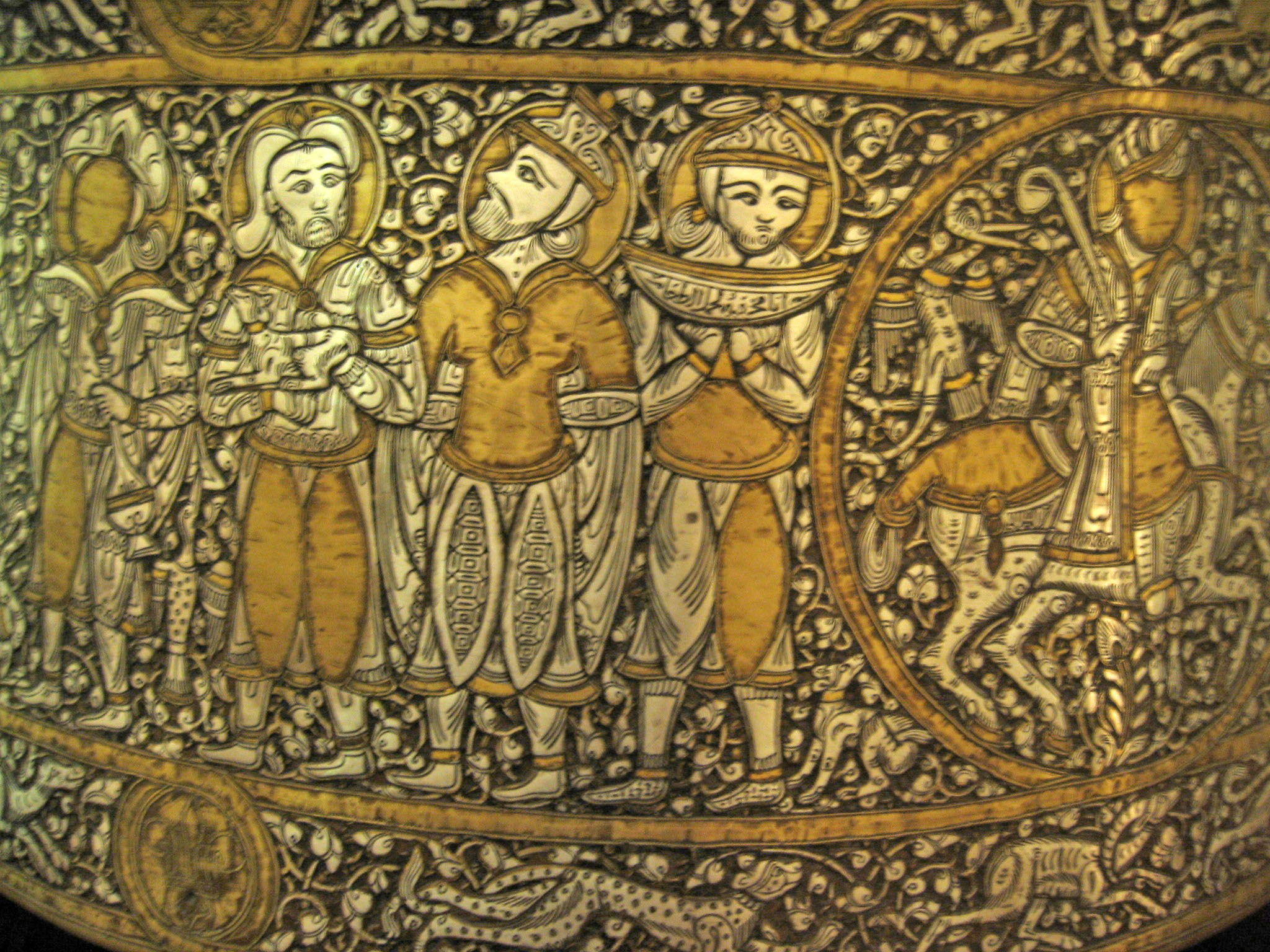
Un des plus célèbres exemples d'incrustations regravées d'argent sur laiton : le baptistère de Saint Louis, Égypte, fin du XIVe siècle, musée du Louvre

L'incrustation de métaux précieux (or, argent et cuivre) dans un alliage métallique peut être réalisée en filets ou en plaques. La première étape consiste à graver le métal selon les bords de l'incrustation, puis, s'il s'agit d'une surface importante, a lui donner une certaine irrégularité afin que les plaques tiennent mieux. Il faut ensuite déposer le fil ou la plaque de métal dans les creux prévus à cet effet et à refermer le métal sur les côtés. Parfois, on ajoute une pâte noire (à ne pas confondre avec le niel) qui permet de rehausser le contraste.
L'incrustation naquit en Iran au XIIe siècle, et introduisit une révolution dans l'art du métal : la polychromie ainsi obtenue fit naître une véritable "peinture sur métal", et permit à cet art de s'affirmer. Les artisans se considérèrent plus comme des artistes, comme le prouve la multiplication des signatures. La diffusion de cette technique en direction du Proche-Orient ne se fit pas attendre, et l'art du métal incrusté atteignit son apogée dans l'Égypte mamelouke. Les incrustations déclinent à partir du XVe siècle, en Égypte comme en Iran, où elle s'arrêtent totalement au début de la période Safavide. Un renouveau a lieu à l'époque qajare.
Les incrustations sont très fragiles, et nombre d'objets ont subi des désincrustations, afin de récupérer les matériaux précieux.

## La gravure sur métal dans les différents pays
La gravure sur métal a été inscrit sur la liste représentative du patrimoine culturel immatériel de l'humanité au nom de 10 pays musulmans (Algérie, Tunisie, Libye, Palestine, Mauritanie, Soudan, Egypte, Arabie Saoudite, Irak, Yémen et Maroc) par l'UNESCO,.

### Algérie
En Algérie, la demande pour les objets en métal gravé reste significative. Les bijoux en or ou en argent ciselé font partie intégrante des trousseaux des jeunes mariées, et chaque région présente sa spécialité : les parures en or de Tlemcen, les bagues, colliers et bracelets d'argent souvent ornés de corail dans la Kabylie et les Aurès.

## En savoir plus